# 小行星163693
163693 阿提拉（/əˈtɪrə/，臨時名稱 2003 CP20）是運行在地球軌道內側的一顆岩質小行星，並被歸類為近地天體。阿提拉是由兩顆小行星圍繞其共同的重心運行的雙小行星系統，主要成員的直徑約為4.8（3英里），環繞它的是一顆大小約為1 km（0.6 mi）的衛星 阿提拉是在2003年2月11日被美國新墨西哥州索柯洛附近的林肯實驗室實驗試驗場的林肯近地小行星研究小組的天文學家發現的。
它是第一個被發現的阿提拉型小行星成員，因此該分類以它為名。阿提拉型小行星是近地小行星的一個新子類，其軌道完全在地球軌道的內側，因此被稱為地球內側天體（英語：Interior-Earth Objects，IEO）。截至2019年，已知的阿提拉型小行星成員只有36顆。阿提拉較大部分與阿登型小行星相似，因為它們都是近地天體，都有一個比地球小的半長軸（< 1.0 AU）。然而，與阿登型小行星不同的是，阿提拉的遠日點總是小於地球的近日點（< 0.983 AU），這意味著它不會像一般的阿登型小行星那樣接近地球。「阿提拉」的地球最小軌道交點距離為0.2059 AU（30,800,000 km）或大約80.1 月球距離。

## 物理性質
「阿提拉」是一顆S型小行星，每8個月（233日）圍繞太陽運行一周，距離為0.5–1.0 AU。它的離心率為0.32，相對於黃道的傾角為26°，近日點為0.50 AU，該天體也被歸類為金星軌道穿越小行星 –  金星繞太陽運行的距離為0.72〜0.73 AU – ，但沒有像水星那麼靠近太陽（水星軌道在0.31和0.47 AU）。由於沒有回溯發現的資料，阿提拉的觀測弧始於2003年的發現觀測。它的自轉週期為3.3984小時，亮度變化為0.36星等（U=2) 以及非常低的反照率：0.0231 。
阿提拉的直徑4.8公里，是最大的近地天體之一。早期對其大小的估計從1到2公里不等，但這些是基於0.20的較高反照率假設。2017年初，當使用雷達對阿提拉進行成像時，發現了它的低反照率和有著更大的尺寸。這些雷達影像還顯示阿提拉是一顆雙星小行星。

## 聯星系統

阿雷西博2017年1月23日的後續觀察影像。

2017年1月，阿提拉距離地球0.207天文單位（31,000,000）以內，這是自2003年發現以來距離最近的一次。這為雷達研究這顆小行星提供了機會。2017年1月20日在阿雷西博天文台拍攝的影像顯示，阿提拉是一顆同步的雙小行星，軌道上有一顆衛星：S/2017 (163693) 1。直徑為4.8±0.5 km的主星型狀可能是細長的，並且棱角分明。伴星被潮汐鎖定，直徑為1.0±0.3 km。2017年1月23日拍攝的其它影像顯示，這兩個成員相互繞軌道運行，距離約6公里，軌道週期為15.5小時。

## 名稱
由於新一類小行星中第一個已知的天體將成為新一類的名稱，因此對（163693）的名稱給予了慎重的考慮。其它類別的近地小行星，Amors、Apollos和Atens，分別以羅馬、希臘和埃及的神命名，而且每個神都以字母「A」開頭。阿提拉遵循這一模式，以Atiraʼ[Pawnee發音：[ətíɾəʔ]]命名，這是美洲原住民波尼人的地球女神的稱謂。阿提拉是創世神蒂拉瓦的妻子，也是地球和昏星之神。官方命名的引文由小行星中心於2008年1月22日公佈（M.P.C. 61768）。